# Jordi Vilches
Jordi Vilches Puigdemont (Salt, Gerona, 19 de noviembre de 1979) es un actor español.

## Biografía
Ha estudiado interpretación en la escuela Xavier Gratacós y en la Escola El Galliner (Gerona).
Ha trabajado de acróbata, payaso y malabarista.

## Filmografía

### Cine
- El robo más grande jamás contado (2002)
- Guerreros (2002)
- Dos tipos duros (2003)
- Platillos volantes (2003)
- Canciones de invierno (2004)
- Siempre Habana (2005)
- Fin de curso (2005)
- El calentito (2005)
- La máquina de bailar (2006)
- Locos por el sexo (2006)
- Diente por un ojo (2007)
- 8 citas (2008)
- Spanish Movie (2009)
- Cuatro estaciones (2010)
- Propios y extraños (2010)
- La banda Picasso (2012)
- Krámpack (2000)*La maniobra de Heimlich (2013)
- Murieron por encima de sus posibilidades (2014)

### Televisión
| Año         | Título                   | Papel              | Cadena                  | Notas        |
| ----------- | ------------------------ | ------------------ | ----------------------- | ------------ |
| 2004        | Aquí no hay quien viva   | Nacho Martín       | Antena 3                | 1 episodio   |
| 2009        | ¡A ver si llego!         | Felipe             | Telecinco               | 6 episodios  |
| 2010        | Impares                  | Israel Seildelmann | Antena 3                | 12 episodios |
| 2010        | Impares Premium          | Israel Seildelmann | Neox                    | 2 episodios  |
| 2011        | La sagrada família       | Ximo               | TV3                     | 13 episodios |
| 2012        | La fuga                  | Rasta              | Telecinco               | 8 episodios  |
| 2013        | Pop ràpid                | Pol                | TV3                     | 2 episodios  |
| 2014        | Kubala, Moreno i Manchón | El Piles           | TV3                     | 2 episodios  |
| 2015        | Erasmus interplanetario  | Jordi              | TV3                     | 3 episodios  |
| 2016        | El Ministerio del Tiempo | José Lafarga       | La 1                    | 2 episodios  |
| 2018        | Snatch                   | Ramírez            | Sony Crackle            | 7 episodios  |
| 2018        | Benvinguts a la família  | Kevin              | TV3                     | 1 episodio   |
| 2019        | El mort viu              | Rabuci             | TV3                     | 1 episodio   |
| 2019 - 2023 | El pueblo                | Chicho Amorós      | Prime Video y Telecinco | 21 episodios |
| 2020        | Veneno                   | Pablo              | Atresplayer Premium     | 3 episodios  |
| 2020 - 2022 | La que se avecina        | Chicho Amorós      | Prime Video y Telecinco | 2 episodios  |